# Messouda Mint Baham
Messouda  ou Messaouda Mint Baham (nascida em 1964 em Mederdra) é uma política mauritana. Ela foi Ministra do Desenvolvimento Rural entre 2008 e 2009, e foi eleita para o parlamento em 2018, pelo partido Al Islah, e em outubro de 2019 foi eleita a primeira secretária da Assembleia Nacional.